# Jim Duncan (cầu thủ bóng đá)
Jim Duncan (sinh ngày 2 tháng 4 năm 1938) là một cựu cầu thủ bóng đá người Anh thi đấu ở vị trí tiền đạo tầm xa.

## Sự nghiệp
Sinh ra ở Hull, Duncan thi đấu cho Hull City, Bradford City và Bridlington Town.